# Франсийи-Селанси
Франсийи́-Селанси́ (фр. Francilly-Selency) — коммуна во Франции, находится в регионе Пикардия. Департамент коммуны — Эна. Входит в состав кантона Сен-Кантен-1. Округ коммуны — Сен-Кантен.
Код INSEE коммуны — 02330.

## Население
Население коммуны на 2010 год составляло 465 человек.
| 1962 | 1968 | 1975 | 1982 | 1990 | 1999 | 2010 |
| ---- | ---- | ---- | ---- | ---- | ---- | ---- |
| 223  | 229  | 343  | 426  | 419  | 435  | 465  |

## Экономика
В 2010 году среди 295 человек трудоспособного возраста (15—64 лет) 204 были экономически активными, 91 — неактивными (показатель активности — 69,2 %, в 1999 году было 68,6 %). Из 204 активных жителей работали 187 человек (102 мужчины и 85 женщин), безработных было 17 (6 мужчин и 11 женщин). Среди 91 неактивных 27 человек были учениками или студентами, 45 — пенсионерами, 19 были неактивными по другим причинам.